# Ernesto Ruffo Appel

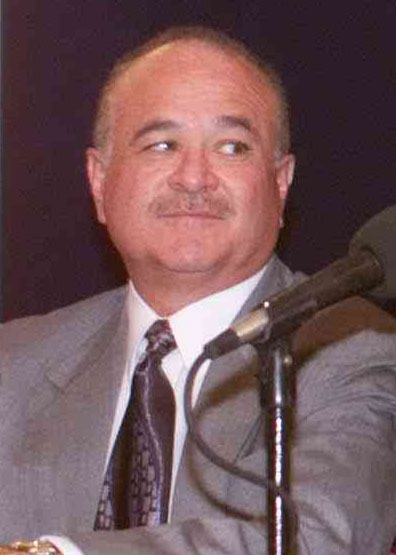

Ernesto Ruffo Appel (San Diego, Califórnia, 25 de junho de 1952) é um político mexicano de origem estadunidense famoso por ser o primeiro governador estadual que não pertencia ao Partido Revolucionário Institucional (PRI) desde a sua criação em 1929.